# 劉超 (解放軍)
刘超（1959年3月6日—），辽宁人，曾任联合国驻塞浦路斯维和部队司令，少将军衔。
刘超曾毕业于石家庄陆军指挥学院并获学士学位，后又赴英国留学，毕业于伦敦政治经济学院并获硕士学位。他于1980年代加入中国人民解放军，1993年至1994年曾任联合国西撒哈拉全民投票特派团（United Nations Mission for the Referendum in Western Sahara ）军事观察员。长期在沈阳军区任职，包括曾出任沈阳军区某团团长、某机械化步兵师副师长等。2008年起任中国驻印度大使馆陆海空三军武官。2011年1月，接替秘鲁的马里奥·桑切斯·德贝纳尔迪（Mario Sánchez Debernardi）少将出任联合国驻塞浦路斯维持和平部队司令（Force Commander of the United Nations Peacekeeping Force in Cyprus，UNFICYP）。
2014年8月，卸任联合国驻塞浦路斯维持和平部队司令。